# 邦扎克
邦扎克（法語：Bonzac，法語發音：[bɔ̃zak]）是法国吉伦特省的一个市镇，属于利布尔讷区。

## 地理
邦扎克（45°0'25"N, 0°13'20"W）面积7.49 平方千米，位于法国新阿基坦大区吉倫特省，该省份为法国西南部沿海省份，是法國本土面积最大的省，北起滨海夏朗德省，西临大西洋，南至朗德省，东南接洛特-加龍省，东临多爾多涅省。
与邦扎克接壤的市镇（或旧市镇、城区）包括：萨布隆、圣但尼德皮勒、圣马丹德莱、圣马丹迪布瓦、伊勒河畔萨维尼亚克。

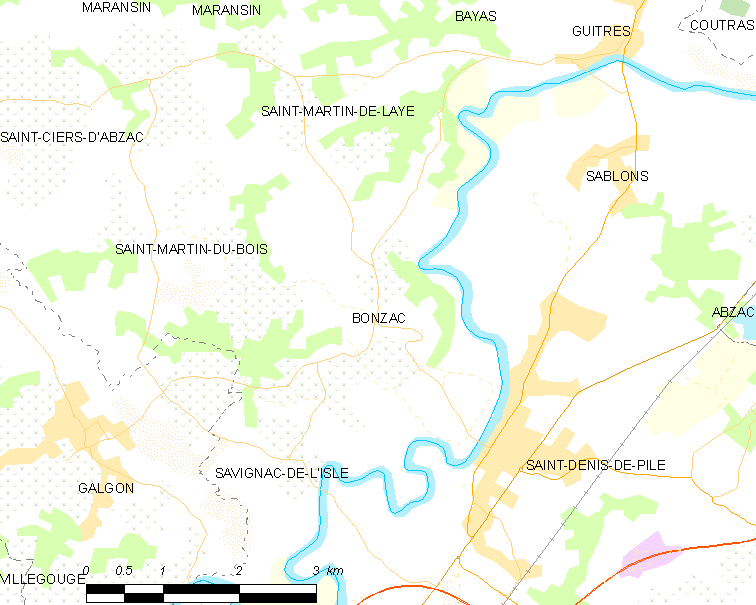
邦扎克的OSM定位图

邦扎克的时区为UTC+01:00、UTC+02:00（夏令时）。

## 行政
邦扎克的邮政编码为33910，INSEE市镇编码为33062。

## 政治
邦扎克所属的省级选区为北利布尔奈县。

## 人口

1962-2008年间邦扎克人口变化图示

邦扎克于2022年1月1日时的人口数量为802人。